# Петабайт
Петаба́йт (ПБайт, ПБ, англ. petabyte, PB) — кратна одиниця вимірювання кількості інформації, що дорівнює 250 стандартним (8-бітним) байтам або 1024 терабайтам.
Назва «петабайт» є загальноприйнятою, але неправильною, оскільки префікс пета-, означає множення на 1015, а не 250. Для 250 слід використовувати двійковий префікс пебі-.

## Сфери, у яких використовується петабайт
- 6 петабайт займе 1 мільйон книг у цифровому форматі (відповідно, по 6.3ГіБ/книгу) — створенням такого архіву займається проєкт Archive.org.
- 15 петабайт на рік — такий обсяг даних обробляється з 2007 року в експериментах з елементарними частками на прискорювачі Large Hadron Collider, що належить CERN.
- Популярний файлообмінник RapidShare має сумарну ємність близько 4 ПБ.

| Бази даних | Це незавершена стаття з інформатики. Ви можете допомогти проєкту, виправивши або дописавши її. |